# 濁川温泉 (長野県)
濁川温泉（にごりかわおんせん）は長野県木曽郡王滝村に1984年まで存在した温泉である。

## 概要
御嶽山南麓を流れる木曽川水系王滝川支流の濁川に、明治初期に開かれた一軒宿温泉だった。
交通のアクセスは非常に悪く、林道を車で約１時間、さらに徒歩で谷底へ降りて20分ほど歩く必要があった。昭和後期でも電気が通じておらず、照明はランプに頼っていた。
1984年9月14日長野県西部地震により伝上川上流の御岳山8合目付近から山体崩壊が発生（「御嶽崩れ」）、土石流が伝上川から濁川へ流れ込み、押し寄せた大量の土砂は当時の経営者一家4人もろとも温泉施設を飲み込み、濁川温泉は深さ50ｍの土中に埋没して消滅した 。
なお、御嶽山を挟んで反対側の岐阜県下呂市には濁河温泉（にごりごおんせん）という温泉があるが、読み方が違う上に知名度に差があったため混同されることはなかった。